# Mahmal

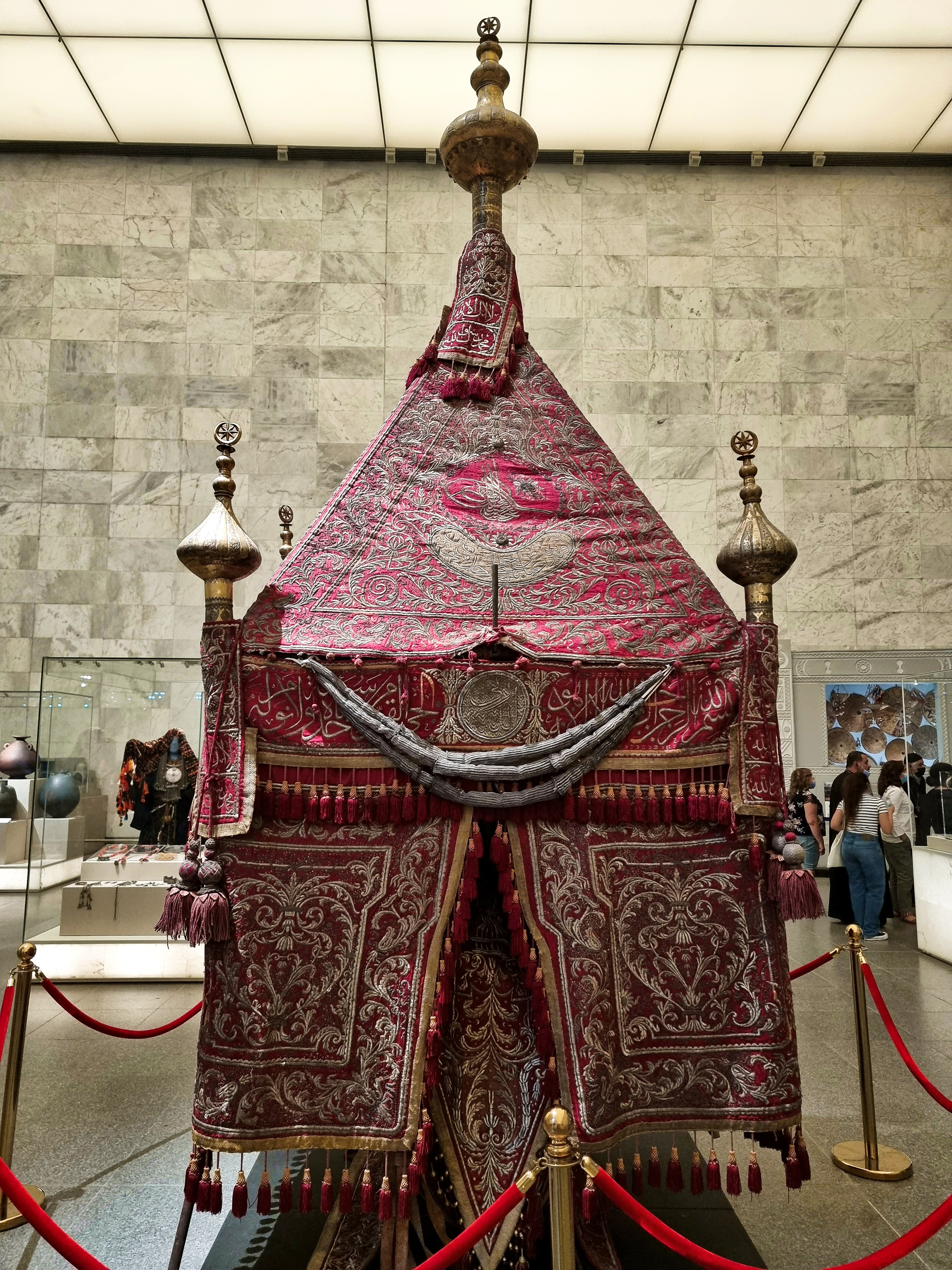
Der Mahmal von Abbas Hilmi II. im Nationalmuseum der ägyptischen Zivilisation

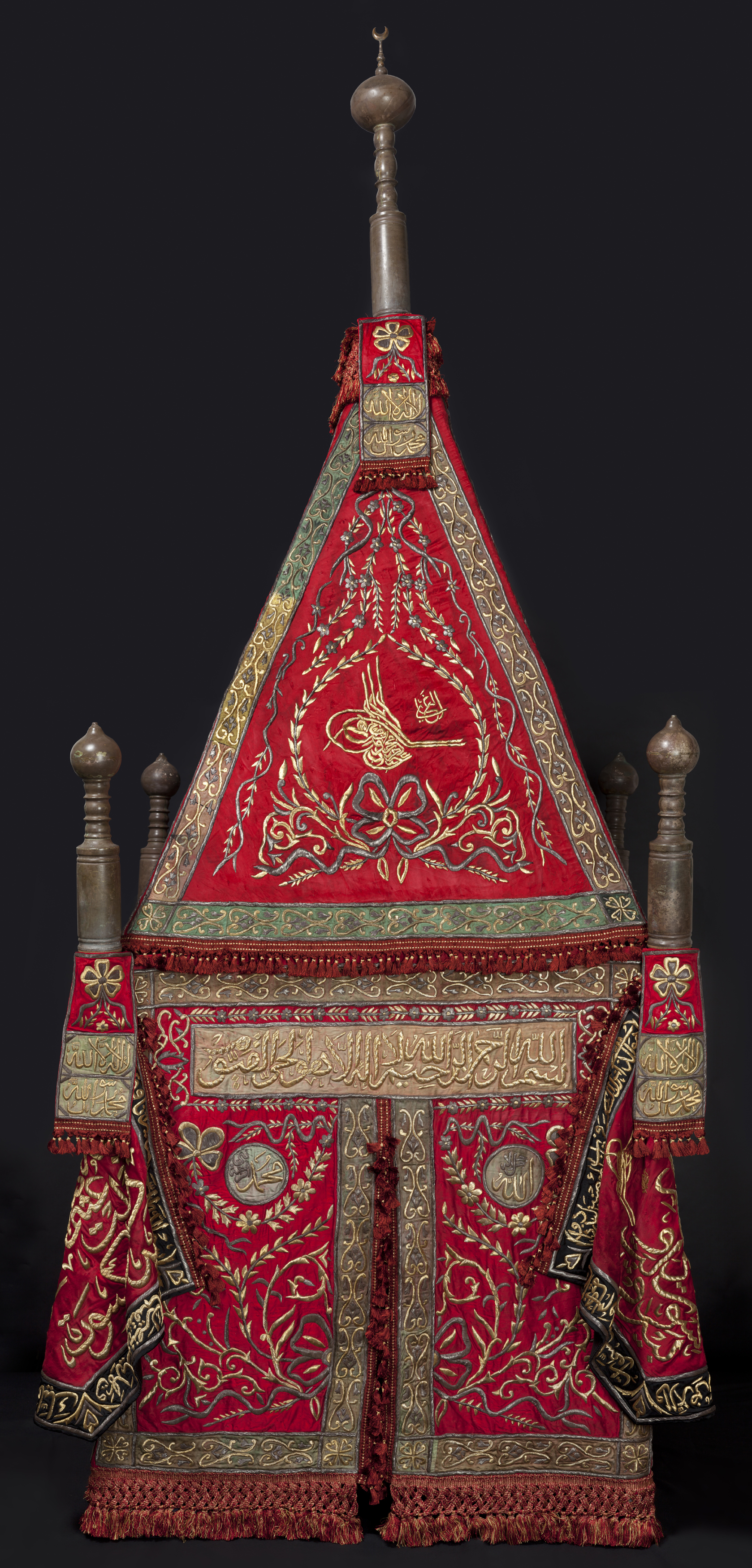
Ein Mahmal aus Ägypten, 1867–1876 mit der Tughra von Sultan Mahmud II.

Der Mahmal (arabisch محمل, DMG maḥmil, miḥmal, maḥmal) war eine prachtvoll geschmückte Sänfte, die vom 13. bis zum frühen 20. Jahrhundert jährlich von muslimischen Herrschern zum Haddsch nach Mekka geschickt wurde, um ihre Selbständigkeit und ihren Anspruch auf einen Ehrenplatz beim Fest zu manifestieren. Der wichtigste Mahmal war derjenige von Ägypten, der seit den Tagen des Mamlukensultans Baibars als Hoheitszeichen galt, das die Herrschaft der Mamluken über die Heiligen Stätten des Islams symbolisierte. Die Pilgerkarawanen der Rasuliden des Jemen und der Ilchanen des Iran und Irak brachten im 14. Jahrhundert aber eigene zeremonielle Sänften mit und beanspruchten für sie ebenfalls einen Ehrenplatz in Mekka. Später wurden auch von Syrien aus solche Sänften nach Mekka geschickt. Der Mahmal bestand aus einem würfelförmigen hölzernen Gestell mit pyramidenförmigem Aufsatz, der mit grünem oder rotem goldbesticktem Seidenbrokat bedeckt und an der Spitze und den vier Ecken mit vergoldeten Kugeln geschmückt war. Das den Mahmal tragende Kamel war im Pilgerzug reiterlos an der Hand zu führen und durfte danach für den Rest seines Lebens für keine andere Arbeiten mehr verwendet werden. Innen war der Mahmal üblicherweise leer. Der ägyptische Gelehrte Muhammad Labīb al-Batānūnī (gest. 1938) erklärt das damit, dass der Mahmal der Platz der Könige sei, an dem niemand anders als sie Platz nehmen könnten.

## Der ägyptische Mahmal

### Ursprung der Mahmal-Tradition
Eine der ersten Erwähnungen des Mahmal findet sich bei dem mekkanischen Biographen al-Fāsī (gest. 1429). Er zitiert einen Ernennungsbrief aus dem Jahr 1260, der vom abbasidischen Kalifen al-Mustansir (reg. 1261–1262) in seinem ersten Jahr als Kalif von Kairo ausgestellt wurde. Darin beauftragte er seine beiden Vertreter im Haram von Mekka mit der Durchführung von Handlungen, die den Kalifen legitimierten, wie der Anrufung seines Namens in der Freitagspredigt, der Münzprägung und den Empfang des Mahmal. Der Brauch der Mahmal-Entsendung wurde wahrscheinlich von dem Mamluken-Sultan az-Zāhir Baibars (reg. 1260–1277) eingeführt. Der ägyptische Historiograph al-Maqrīzī (gest. 1442) erwähnt in seiner Chronik Kitāb as-sulūk li-maʿrifat duwal al-mulūk. dass dieser Sultan im Monat Safar des Jahres 664 der Hidschra (= November/Dezember 1266 n. Chr.) den Mahmal herrichten ließ und dem Emir Dschamāl ad-Dīn, der ihn in den Hedschas bringen sollte, ein Ehrengewand verlieh. In den Einträgen zu den folgenden Jahren erwähnt al-Maqrīzī den Mahmal nicht mehr, aber eine Notiz zum Jahre 680 (= 1282 n. Chr.) in demselben Werk zeigt, dass die Entsendung des Mahmal zu dieser Zeit bereits zum Brauch geworden war. Dort heißt es: „Und im Schauwāl reiste der Mahmal wie gewöhnlich in den Hedschas.“
Während der osmanischen Zeit entstand in Ägypten eine Legende, die den Ursprung der Mahmal-Tradition Schadscharat ad-Durr (gest. 1257), der Witwe des aiyubidischen Sultans as-Sālih Aiyūb (reg. 1240–1249), die 1250 für einige Monate die Sultanin von Ägypten war, zuschrieb. Sie soll einmal ihre Pilgerreise nach Mekka in einer prunkvollen Kamelsänfte gemacht und in den Folgejahren dieselbe Sänfte regelmäßig als Symbol der Staatsmacht nach Mekka geschickt haben. Nach ihrem Tod soll dann dieser Brauch fortgeführt worden sein. Diese Legende wurde von Edward William Lane (gest. 1876) und Ali Pascha Mubarak (gest. 1893) wiederholt und fand auch Eingang in Thomas Hughes’ Islam-Lexikon.

### Form
Im Kanzleihandbuch des ägyptischen Gelehrten al-Qalqaschandī (gest. 1418) wird der Mahmal als ein Zelt beschrieben, das mit gelber Atlas-Seide bedeckt war und an dessen Spitze sich eine Kuppel aus vergoldetem Silber befand. Der Stoff des syrischen Mahmals des Jahres 1404 bestand aus golddurchzogener Seide und kostete 35.000 Silber-Dirham.
Der älteste erhaltene Mahmal ist derjenige des ägyptischen Mamlukensultans Qansuh al-Ghuri (reg. 1501–1516). Er befindet sich im Topkapı-Palast in Istanbul und hat die Form eines Quaders mit einer Grundfläche von 1,60 Meter × 1,10 Meter und einer Höhe von 1,50 Meter, über dem sich eine 1,75 Meter hohe Pyramide mit einer Art Federbusch aus vergoldetem Holz erhebt. Der Stoff ist ein gelber Satin, der innen mit weißem Leinen gefüttert ist. Drei der Seitenwände des Quaders sind von quadratischen Fenstern durchbrochen; Der Vorhang, der jeden von ihnen schließt, trägt den Namen des Sultans. Die osmanischen Mahmal-Bedeckungen variierten in verschiedenen Farben (rot, grün oder schwarz), zeigten die Tughra des Sultans und waren überwiegend mit Koranversen verziert.
Edward William Lane beschreibt im frühen 19. Jahrhundert den Mahmal, wie folgt:

„Es ist ein viereckiges Gestell von Holz, mit einer pyramidenförmigen Spitze, und hat eine Bedeckung von schwarzem Brocat mit vielen eingewebten Inschriften und reicher Verzierung in Goldstickerei, an manchen Stellen auf einem Grunde von grüner oder rother Seide, und ist mit seidenen Fransen besetzt, an denen Pummeln mit silbernen Knöpfen hängen. Diese Decke hat nicht immer dasselbe Muster der Verzierungen, bei allen aber, die ich gesehen habe, war am oberen Theile der Vorderseite eine Ansicht des Tempels von Mekeh in Gold gewirkt, und über dieser der Namenszug des Sultans. In dem Maḥmal ist nichts; aber zwei Muṣḥaf's (oder Abschriften des Ḳur-án), die eine in einer Rolle, die andere in der gewöhnlichen  Form eines kleinen Buches, sind, beide in einem kleinen Kastchen von vergoldetem Silber, auswendig an der Spitze befestigt. […] Die fünf Kugeln mit dem Halbmond welche den Mahmal schmücken, sind von Silber und vergoldet.“

Anfang des 20. Jahrhunderts hatte der ägyptische Mahmal ein Gewicht von insgesamt 14 Qintār, was ungefähr 630 Kilogramm entspricht. Es gab für den Mahmal zwei Bespannungen, die Alltagsbespannung (kiswa yaumīya) aus grünem Stoff und die Zierbespannung (kiswa muzarkaša), die nur bei den offiziellen Umzügen verwendet wurde. Die Zierbespannung wurde in einem Depot im Finanzministerium aufbewahrt und alle 20 Jahre erneuert, mit der grünen Alltagsbespannung dagegen wurde jährlich nach der Rückkehr des Mahmal die Grabstätte von Sidi Yūnus as-Saʿdī am Friedhof von Bab an-Nasr verhüllt.

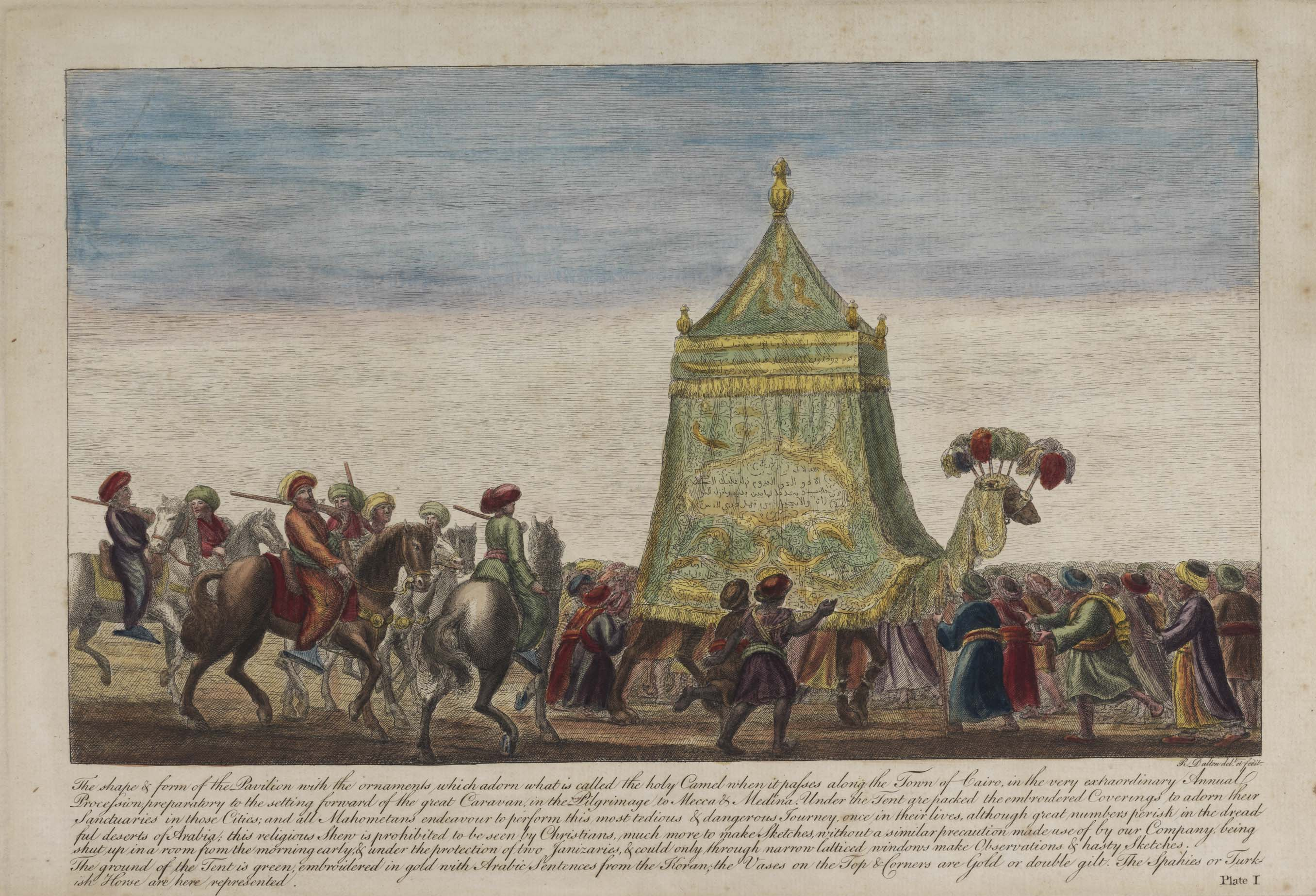
Der Mahmal vor seiner Entsendung in Kairo, Darstellung von 1791
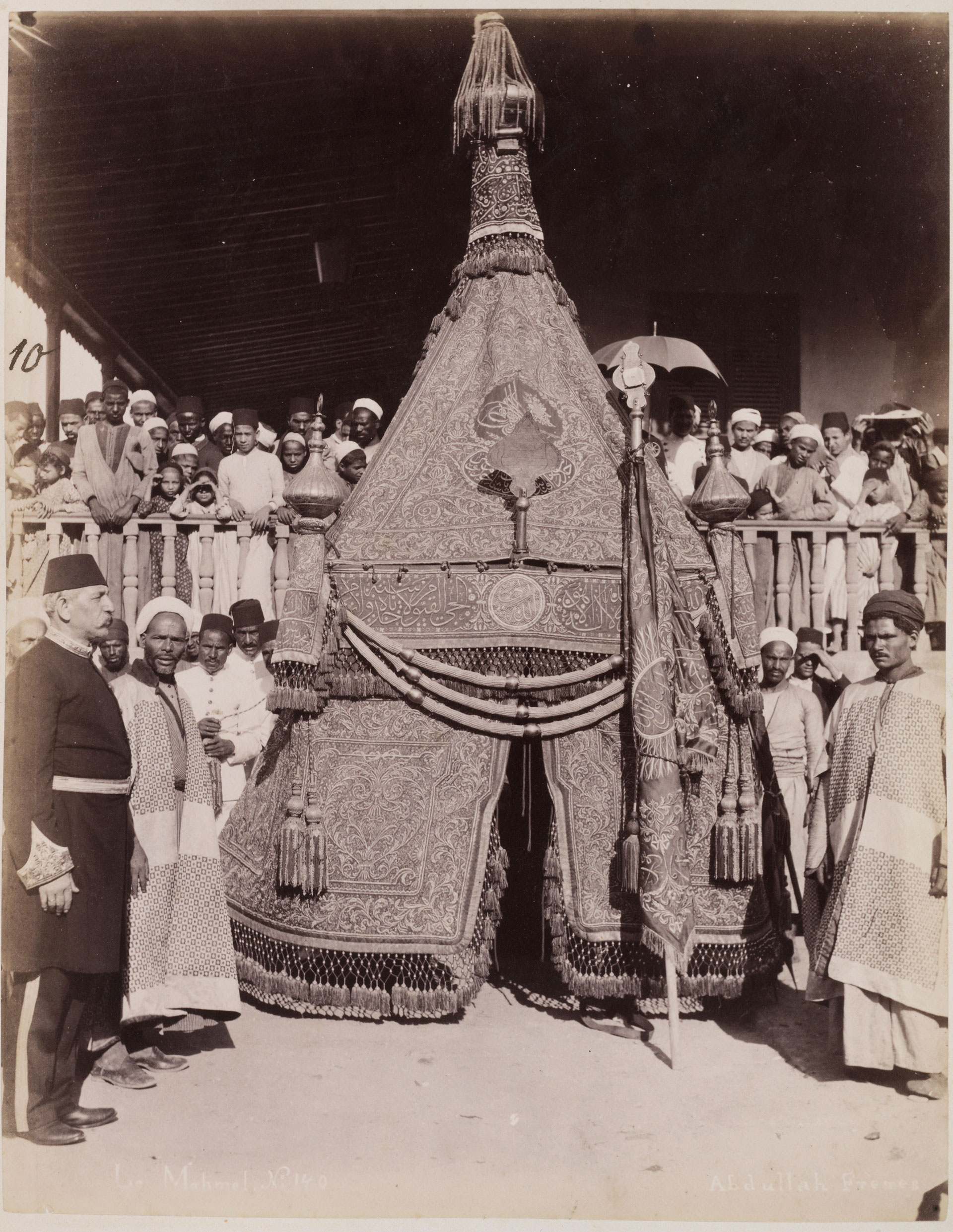
Der Mahmal des Jahres 1886 kurz vor der Entsendung, Studio Abdullah Frères
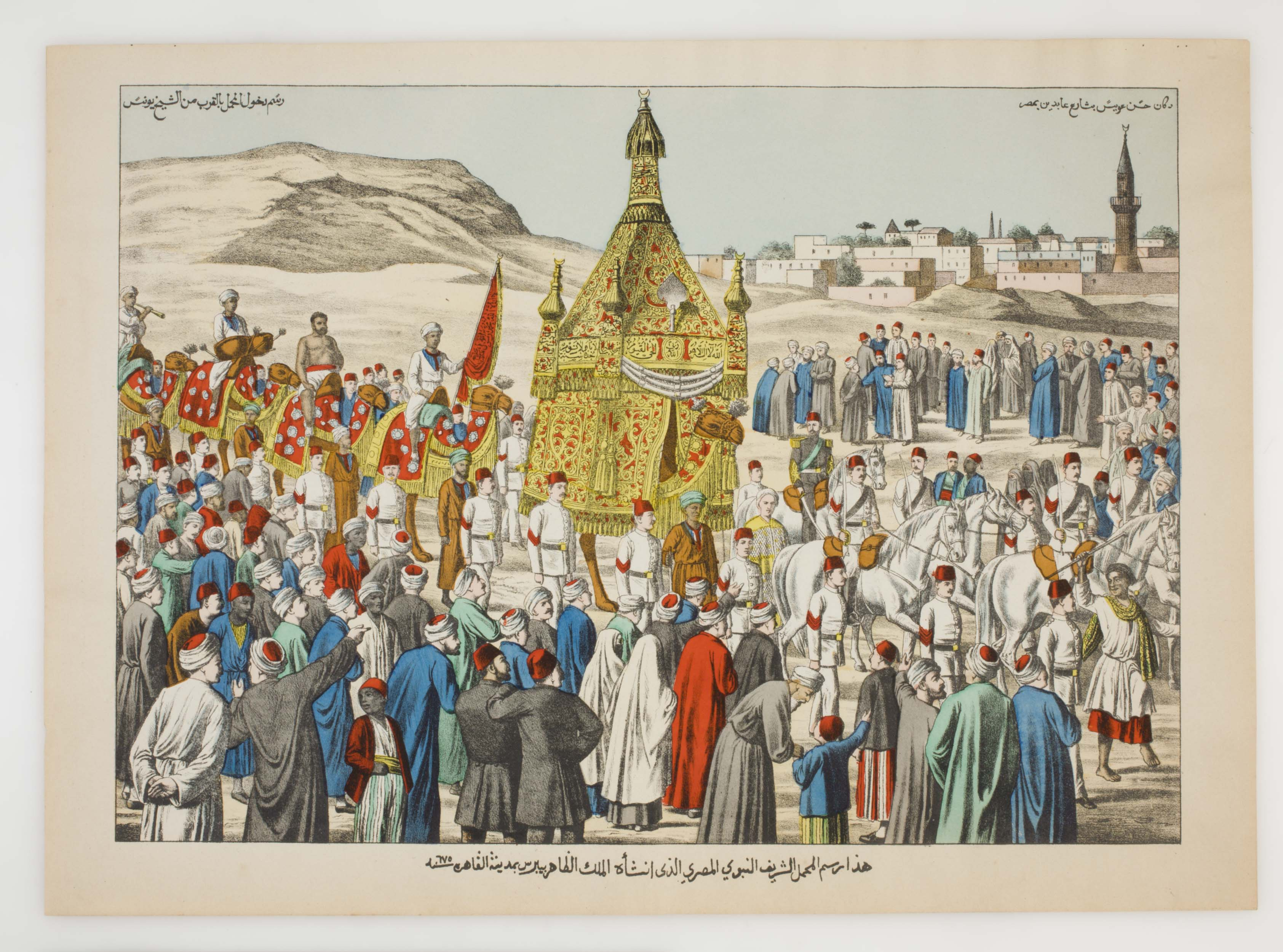
Der ägyptische Mahmal auf dem Weg nach Mekka, 1880
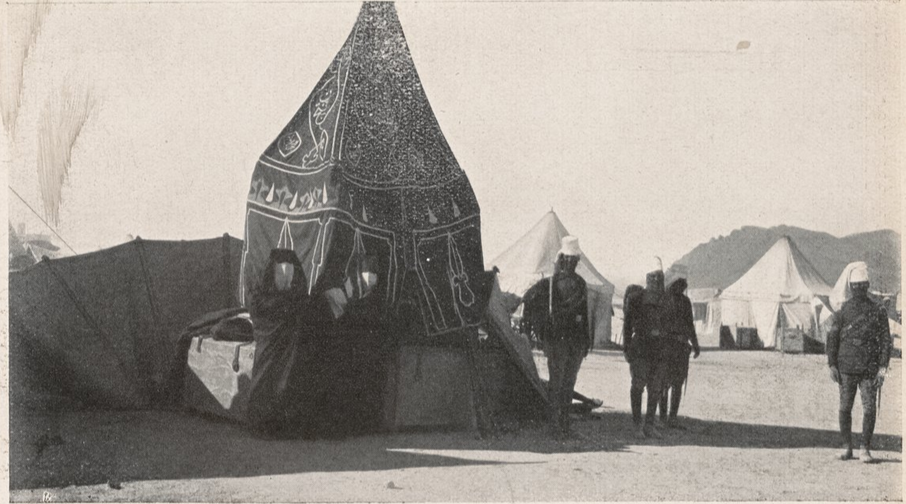
Ägyptischer Mahmal in Alltagsbespannung um 1905
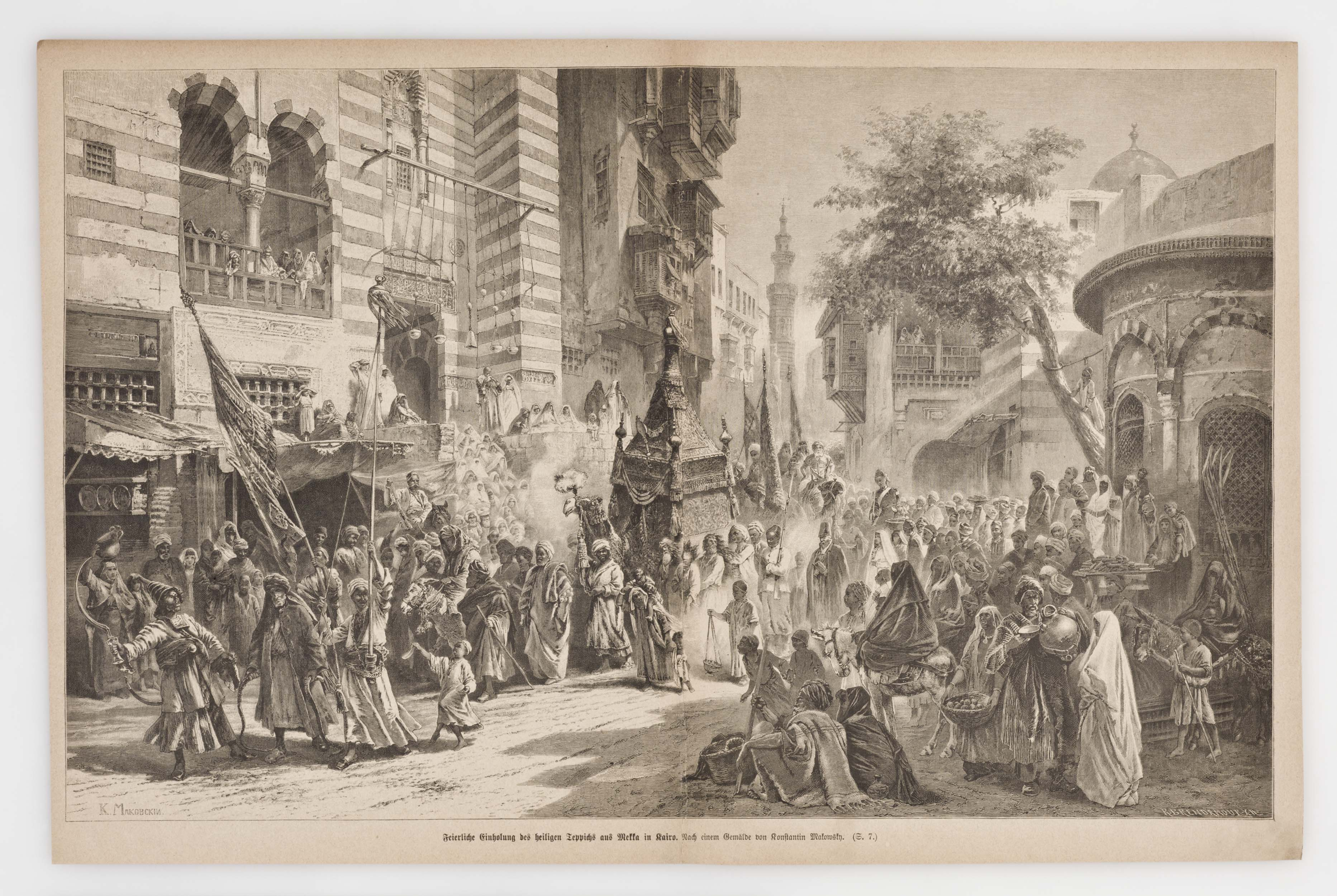
Rückkehr des Mahmal nach Kairo

### Mit dem Mahmal verbundene Riten und Feierlichkeiten

#### In Kairo
In Kairo gab die Entsendung des Mahmal regelmäßig Anlass zu Umzügen und lauten Festlichkeiten. Den frühesten Beleg für Umzüge liefert Ibn Kathīr (gest. 1373) in seiner Weltchronik al-Bidāya wa-nihāya. Er vermerkt darin, dass am 11. Schauwāl des Jahres 675 (= 18. März 1277) der Mahmal und die Kiswa der Kaaba in Kairo herumgeführt wurden, und dass es ein öffentlich festlich begangener Tag gewesen sei. Knapp zehn Jahre später, im Jahre 686, erfolgte dieses Herumführen des Mahmal und der Kiswa am 14. Schauwāl, vier Tage vor der Abreise der Pilgerkarawane nach Mekka.
Im frühen 14. Jahrhundert fand das Fest der Mahmal-Prozession (yaum dawarān al-maḥmil) im Monat Radschab statt. Ibn Battūta berichtet, dass dafür die vier Ober-Qādīs, der Verwalter der Schatzkammer und der Muhtasib zu Pferd stiegen, und mit ihnen die bedeutendsten Rechtsgelehrten, die Anführer der Korporationen und die großen Staatsbeamten, und sie alle gemeinsam zum Tor der Zitadelle ritten, wo al-Malik an-Nāsir residierte. Der Mahmal wurde daraufhin auf einem Kamel herausgebracht, wobei der Emir, der in diesem Jahr die Reise in den Hedschas antreten sollte, ihm vorausging. Der Emir wurde von seinen Truppen und den Wasserträgern begleitet, die auf ihren Kamelen ritten. Die verschiedenen Klassen der Bevölkerung, sowohl Männer als auch Frauen, versammelten sich zu diesem Zweck und zogen dann mit dem Mahmal und all den bereits erwähnten Personen um die beiden Städte Kairo und Fustāt. Die Karawanenführer gingen ihnen voraus und trieben ihre Kamele mit der Stimme an. Mit dieser Prozession sollten die Menschen ermuntert werden, in dem betreffenden Jahr am Haddsch teilzunehmen und die dafür notwendigen Vorbereitungen zu treffen. Die Feiern waren von so vielen Ausschweifungen begleitet, dass Ibn al-Hāddsch (gest. 1336), ein marokkanischer Gelehrte, der sich zu dieser Zeit in Kairo aufhielt, den Frauen verbieten wollte, daran teilzunehmen oder in den Tagen davor auf die Straße zu gehen.
Im frühen 15. Jahrhundert fand die Mahmal-Prozession zu zwei Terminen statt: 1. an einem Montag oder Donnerstag in der zweiten Radschab-Hälfte und 2. Mitte Schauwāl kurz vor der Abreise der Pilgerkarawane. Die Inhaber der auf dem Weg liegenden Läden wurden drei Tage vorher durch öffentlichen Ausruf darauf hingewiesen, damit sie ihre Läden schmückten. Der Mahmal wurde in der Nacht vor der Prozession im Bab an-Nasr in der Nähe des Eingangs der al-Hakim-Moschee aufbewahrt und am nächsten Morgen in einem feierlichen Umzug, der vom Wesir angeführt und Trommlern begleitet wurde, auf dem Kamel zum Platz unterhalb der Zitadelle gebracht. Dort fanden große Feierlichkeiten statt, bei denen die erwachsenen Mamluken des Sultans in voller Rüstung Scheingefechte aufführten und andere jüngere akrobatische Kunststücke ausführten. Bei der Radschab-Prozession wurde der Mahmal auch nach Fustāt gebracht und dort herumgeführt. Danach wurde er zur al-Hakim-Moschee zurückgebracht. Bei der Schauwāl-Prozession wurde der Mahmal unmittelbar danach nach ar-Raidānīya gebracht, von wo die Pilgerkarawane anschließend zur Reise aufbrach. Der mamlukische Gelehrte Ibn Schāhīn az-Zāhirī (gest. 1468) schreibt, dass bei den Mahmal-Umzügen auch Gruppen von Sufis (ṭawāʾif al-fuqarāʾ) dem Mahmal vorangingen und an dem Tag alle Kostbarkeiten und Kuriositäten der ägyptischen Lande dargeboten wurden.
Ab 1453 ist in den Chroniken zum ersten Mal von „Mahmal-ʿIfrīten“ (ʿafārīt al-maḥmil) die Rede. Hierbei handelte es sich Soldaten, die sich am Mahmal-Tag extrem schreckenerregende Kostüme anzogen und in dieser Verkleidung die Volksmenge schalten. Diese Soldaten, ritten auf Pferden, die mit Glöckchen und anderen drolligen Instrumenten ausgestattet waren, und brachten mit ihren Späßen die Menge zum Lachen. Das Treiben dieser Mahmal-ʿIfrīte, die ihre Aufmachung auch dazu nutzten, um Schutzgelder zu erpressen, wurde aber in den folgenden Jahren immer wilder, so dass sich die Notabeln der Stadt beim Sultan über sie beschwerten und ihn baten, die Mahmal-Prozession entweder ganz zu unterbinden oder zumindest den jungen Soldaten diese zweifelhaften Späße zu verbieten. Zeitweise wurden daraufhin tatsächlich die Auftritte der Mahmal-ʿIfrīte verboten. Sultan Kait-Bay (reg. 1468–1496) verbot die Mahmal-Umzüge im Monat Radschab schließlich sogar vollständig, und sein indirekter Nachfolger Qansūh al-Ghūrī ließ sie zwar kurzzeitig wieder zu, bestätigte dann aber letztendlich ihr Verbot und ersetzte sie durch andere Zeremonien.
Die Mahmal-Prozession um die Mitte des Monats Schauwāl wurde in der osmanischen Zeit beibehalten, wie verschiedenen arabischen und europäischen Reiseberichten zu entnehmen ist. Die größeren Feierlichkeiten fanden allerdings am 21. Schauwāl bei der wirklichen Abreise statt. An diesem Tag versammelten sich die Menschen aus allen Vierteln der Stadt, die mamlukischen Emire, die hohen Beamten und die Zünfte mit ihren Vorstehern für die Zeremonie, bei der der osmanische Statthalter von Ägypten dem Vorsteher der Pilgerkarawane das Mahmal-Kamel übergab. Während bis zur Mitte des 19. Jahrhunderts der Mahmal nach dieser Zeremonie von der Pilgerkarawane übernommen wurde, die durch die Wüste in Richtung Mekka zog, erfolgte der Transport ab 1861 mit der Eisenbahn nach Suez und von dort mit dem Dampfschiff nach Dschidda. Die Verabschiedungszeremonie wurde deswegen an den Bahnhof von Kairo verlegt.

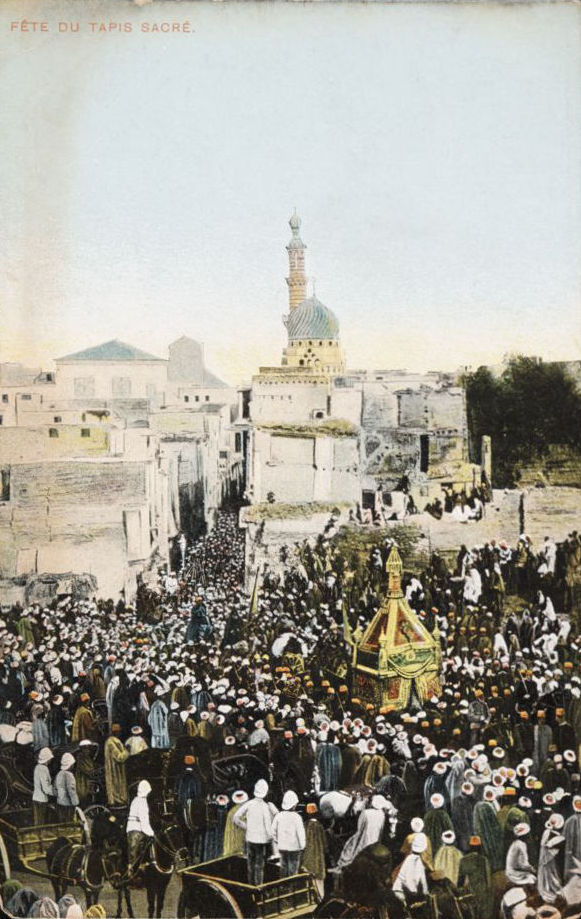
Mahmal-Prozession in Kairo
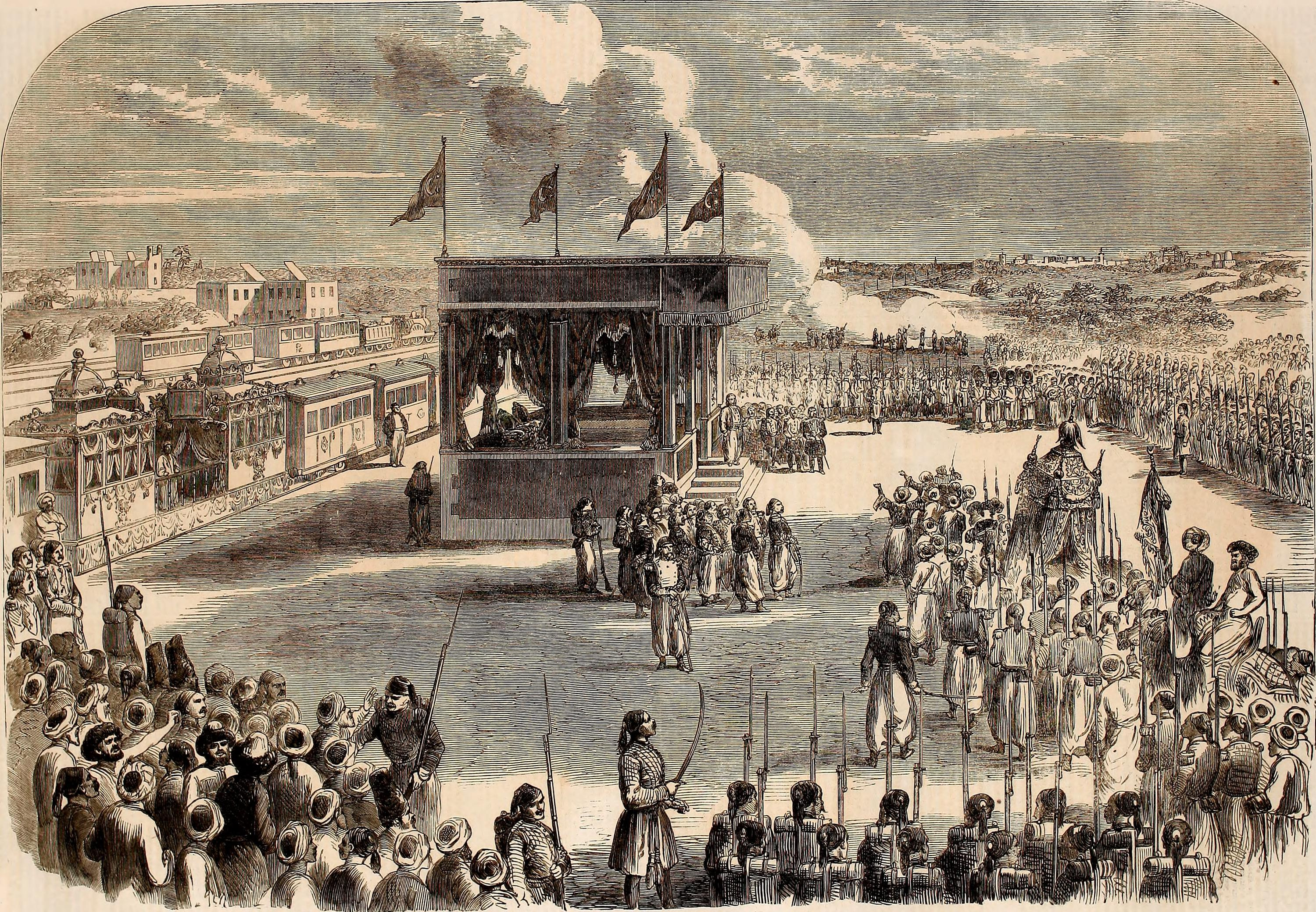
1861 bei der ersten Verschickung des Mahmals mit dem Zug
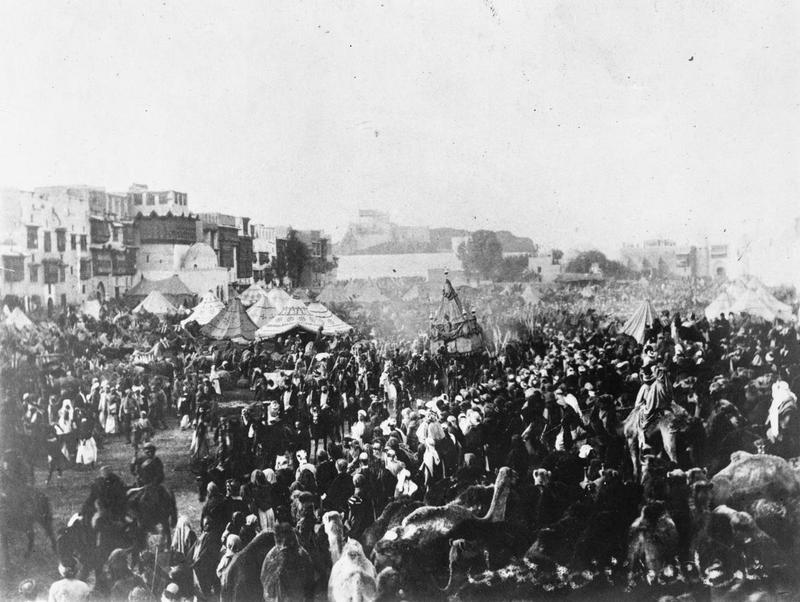
Mahmal-Umzüge um 1908
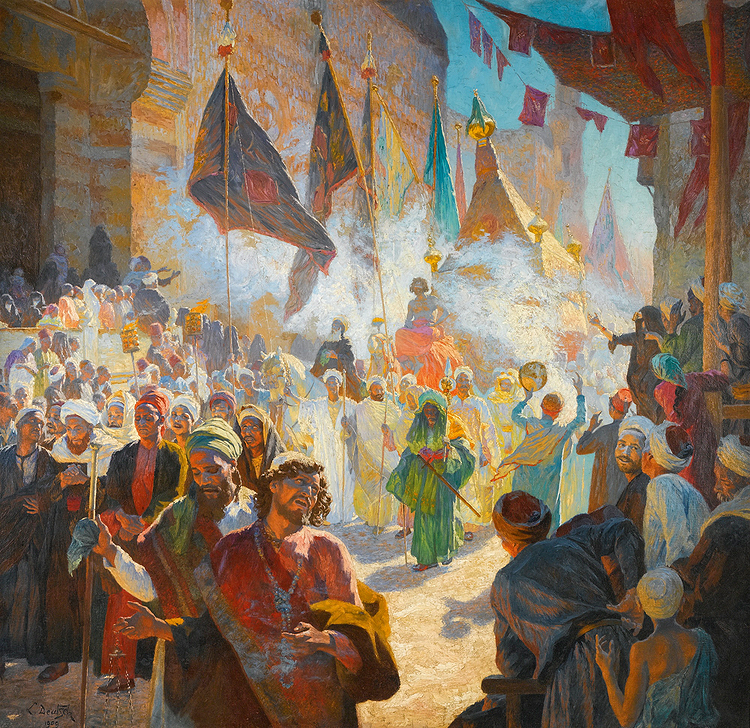
Mahmal-Prozession, Ludwig Deutsch, 1909

#### In Mekka und Medina

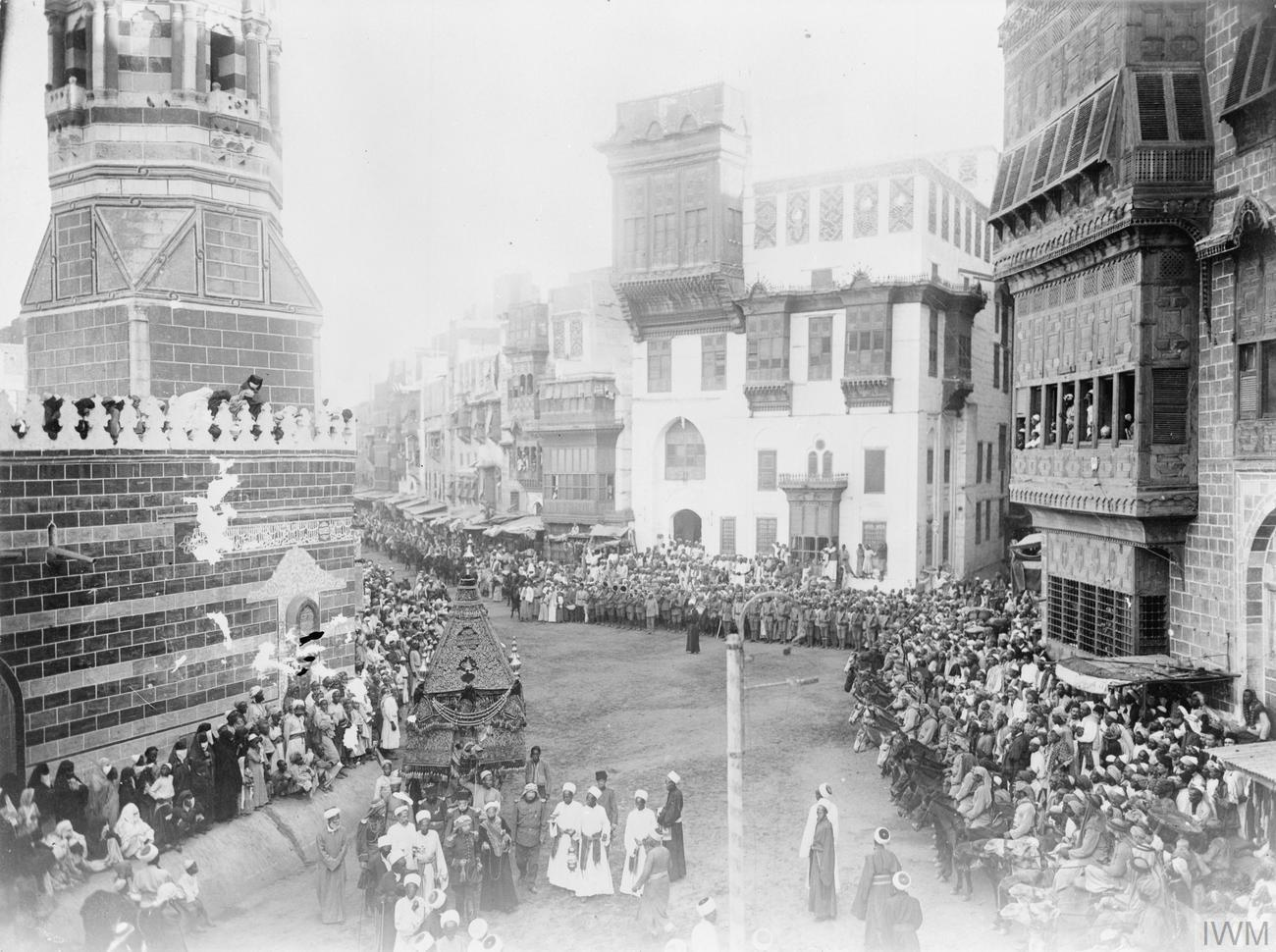
Der ägyptische Mahmal bei der Ankunft in Mekka

Aus Mustern für Einsetzungsschreiben, die al-Qalqaschandī in seinem Kanzleihandbuch erwähnt, geht hervor, dass der scherifische Emir von Mekka in der mamlukischen Periode verpflichtet war, den Mahmal jährlich mit Feierlichkeiten und Ehrerbietung und Gehorsamsbekundungen in Empfang zu nehmen. Zeitweise hatte der Emir auch die Pflicht, bei der Ankunft des Mahmal den Huf des ihn tragenden Kamels zu küssen, doch wurde diese Pflicht im Jahre 1440 durch ein Dekret des ägyptischen Sultans wieder abgeschafft. So war der Mahmal Jahrhunderte lang auch ein „Barometer für die politische Witterung Mekka's.“ Der Mahmal wurde gewöhnlich zwischen dem 8. und 12. Dhū l-Hiddscha zu den verschiedenen Wallfahrtstätten in ʿArafāt, Muzdalifa und Minā gebracht und dort platziert. Am 12. Dhū l-Hiddscha wurde er dann ins Bāb an-Nabī der Heiligen Moschee gebracht, wo die Zierbespannung abgenommen und in Truhen gelegt wurde. Dann wurde die grüne Bespannung aufgezogen, und der Mahmal im Moscheehof auf eine Steinbank neben dem Tor gelegt.
Auch die Ankunft des Mahmal in Medina war mit bestimmten Riten und Festivitäten verbunden. Am Tag der Ankunft zog die Karawane mit dem Mahmal zum Bāb as-Salām der Prophetenmoschee. Dort übernahm der Schaich al-Haram den Halfter des Kamels und führte es die Stufen bis zur Türschwelle hinauf, wo es sich niederkniete. Dort wurde der Mahmal vom Kamel abgenommen und neben der Kanzel des Propheten abgestellt. Seine Stoffbedeckung wurde abgenommen und von ganz in Weiß bekleiteten Moscheedienern und Eunuchen durch die Tür an der Nordseite in die Kammer von Mohammeds Grab gebracht. Dort verblieb sie, bis die Karawane Medina wieder verließ. Der Auszug des Mahmal wurde dann von ergreifender Musik begleitet. Die Aufbewahrung des Mahmal im heiligsten Bereich der Prophetenmoschee, in unmittelbarer Nähe zu Mohammeds, zeigt nach Marcel Behrens klar den religiösen Hintergrund dieser Riten: Während der Mahmal in der Grabkammer aufbewahrt wurde, sollte ihm die Baraka des Propheten zuteilwerden.

## Andere Mahmal-Traditionen
Die Entsendung und sichere Rückkehr des Mahmal symbolisierte den Schutz der Pilgerrouten nach Mekka durch den ägyptischen Sultan und seinen Anspruch auf Vorherrschaft in der islamischen Welt. Das rief die Rivalität anderer politischer Mächte hervor, die von ihren Orten eigene Prunksänften nach Mekka entsandten. Beim Haddsch des Jahres 721 (= 1321/22 n. Chr.) zum Beispiel standen in ʿArafāt drei Mahmale hintereinander, vorne der ägyptische, dahinter der irakische und ganz hinten der jemenitische.

### Der jemenitische Mahmal
Der jemenitische Mahmal wurde erstmals im Jahre 696 (= 1297 n. Chr.) nach Mekka entsandt, im Auftrag des rasulidischen Sultans Dāwud ibn Yūsuf, der auch reichlich Geschenke mitgeschickt hatte. Der Scherif von Mekka reiste dem Mahmal entgegen und empfing ihn mit großen Ehren. Sein Muezzin stellte sich anschließend auf den Bau des Zamzam-Brunnens und rühmte die Großtaten des jemenitischen Sultans. Danach wurde die Entsendung des jemenitischen Mahmal für mehrere Jahrzehnte ausgesetzt, bis im Jahre 780 (1379 n. Chr.) der rasulidische Sultan Ismāʿīl ibn al-ʿAbbās wieder einen nach Mekka schickte. Als der Anführer der ägyptischen Pilgerkarawane daraufhin den jemenitischen Pilgern den Zugang nach Mekka versperren wollte, vermittelte der Scherif von Mekka Ahmad ibn ʿAdschlān zwischen den beiden Parteien, so dass die Jemeniten schließlich Mekka mit ihrem Mahmal betreten konnten. Im folgenden Jahr 781 (1380 n. Chr.) wiederholten sich diese Szenent ein ägyptischer Befehlshaber versuchte den jemenitischen Mahmal zu entweihen, vermochte dies jedoch nicht, weil Ahmad ibn ʿAdschlān sich ihm entgegenstellte. Bis zum Jahr 800 (= 1398 n. Chr.) wurde die Entsendung des jemenitischen Mahmals wieder ausgesetzt. Im Jemen wurden teilweise die ägyptischen Mahmal-Feierlichkeiten kopiert. So fanden im Radschab des Jahres 802 (= 1400 n. Chr.) drei Mahmal-Prozessionen im Jemen statt. Die jemenitische Mahmal-Tradition wurde bis ins 17. Jahrhundert weitergeführt.

### Der irakische Mahmal
Ein irakischer Mahmal wird zum ersten Mal für das Jahr 718 (= 1318/1319 n. Chr.) erwähnt. Er wurde von dem mongolischen Ilchan-Herrschers Abū Saʿīd (reg. 1316 bis 1335) entsandt. Im Rahmen eines Friedensvertrags gewährten ihm die mamlukischen Sultane 1320 das Recht, den Mahmal jährlich zu entsenden, allerdings erlegten sie ihm auf, ihn mit zwei Flaggen zu bestücken: Auf der einen sollte der Name des Herrschers von Ägypten stehen, auf der anderen sein Name. Der Mahmal, den Abū Saʿīd in den Jahren 720 und 721 schickte, war besonders kostbar ausgestattet. Er war mit Seide verhüllt und mit Gold, Perlen, Diamanten und verschiedenen Edelsteinen besetzt. Insgesamt hatte er einen Wert von 250.000 Gold-Dinar.  Der Mahmal, den Abū Saʿīd im Jahre 1330 nach Mekka schickte, wurde sogar von einem Elefanten getragen. Der irakische Mahmal wurde in der Folgezeit allerdings nur noch sehr unregelmäßig entsandt. Im Jahre 758 (= 1357 n. Chr.) brachten die irakischen Pilger zwei Mahmale mit, einen aus Bagdad und einen aus Schiras.
Später entsandte der Aq-Qoyunlu-Herrscher Uzun Hasan (reg. 1453–78) wieder einen Mahmal aus dem Irak, was jedoch Anlass zu Konflikten in Mekka gab. Im Jahre 876 (= 1472 n. Chr.) schlugen die Wachen des irakischen Mahmal auf die Wachen des ägyptischen und des syrischen Mahmal ein, weil sie dem Mahmal der Ägypter vorangehen bzw. auf der rechten Seite von ihm gehen wollten, was ihnen aber jeweils nicht gelang. Im nächsten Jahr hinderte sie der Befehlshaber des ägyptischen Mahmals daran, Mekka zu betreten. Die Iraker mussten daraufhin am Grab der Prophetengattin Maimūna in Sarif zurücklassen. Auch im Jahre 880 (= 1476 n. Chr.) wurden die Iraker mit ihrem Mahmal nicht in die Stadt gelassen, doch durften sie ihn in der Nacht vor dem Opferfest nach Minā bringen. Im folgenden Jahr durften die Iraker aber auf Vermittlung des Scherifen mit ihrem Mahmal auch am Wuqūf in ʿArafāt teilnehmen.

### Der syrische Mahmal
Ein syrischer Mahmal ist erstmals für das Jahr 711 (= 1312 n. Chr.) bezeugt. Er war allerdings im Gegensatz zu dem jemenitischen und dem irakischen Mahmal ein maḥmal sulṭānī, also einer, der wie der ägyptische vom mamlukischen Sultan selbst entsendet wurde. Im Jahre 806 (= 1404 n. Chr.) wurden für diesen syrischen Mahmal 35.000 Silber-Dirham aufgewendet. Im Jahre 787 (= 1386 n. Chr.) brachten die Pilger aus Aleppo einen eigenen Mahmal mit, und in den Jahren 869 und 884 (= 1465 und 1480 n. Chr.) führten auch die Pilger aus Karak einen eigenen Mahmal mit sich.
Üblicherweise war das Verhältnis zwischen den Wachen des syrischen und des ägyptischen Mahmals harmonisch, doch kam es manchmal auch zu Rivalitäten. So wetteiferten beim Haddsch des Jahres 919 (= 1514 n. Chr.) die beiden Mahmale, wer schneller in Muzdalifa war. Als der syrische Mahmal gewann, verärgerte das die Ägypter, woraufhin sie das Kamel des syrischen Mahmals tödlich verwundeten. Der Streit wurde am Ende durch den Scherifen von Mekka geschlichtet. Beim Haddsch des Jahres 1880 war der ägyptische Mahmal mit rotem Atlas-Stoff verhüllt, während der weniger breite, aber hohe syrische Mahmal mit dunkelgrünem Atlas-Stoff verhüllt war.

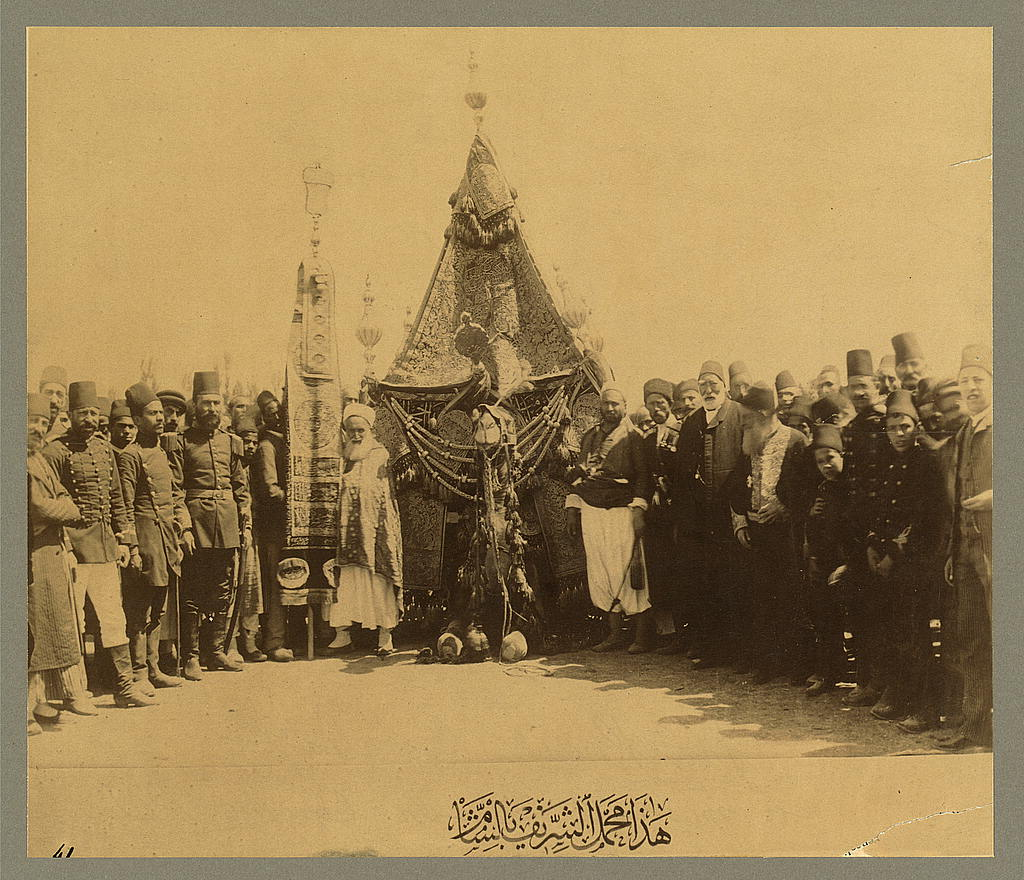
Verabschiedung des syrischen Mahmals um 1860
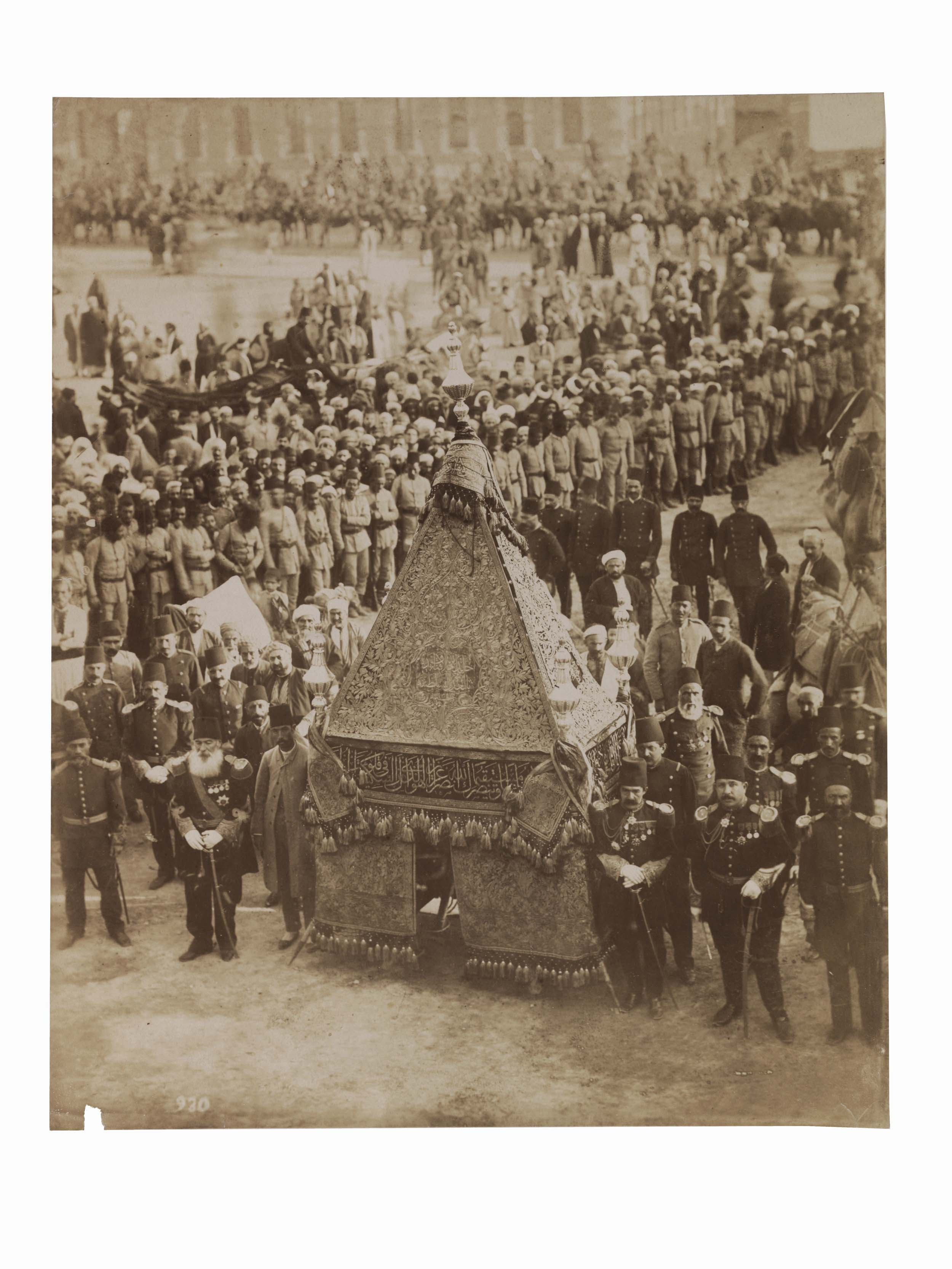
Der syrische Mahmal im späten 19. Jahrhundert
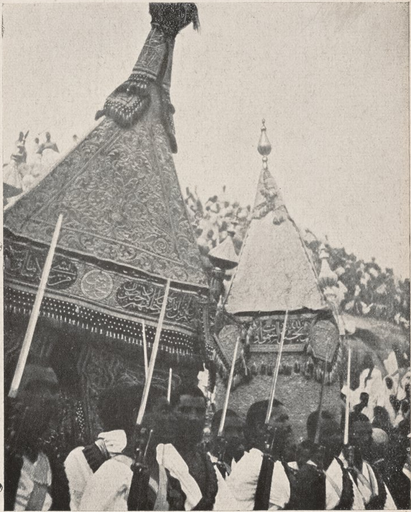
Zusammentreffen von ägyptischem und syrischen Mahmal in ʿArafāt, 1904
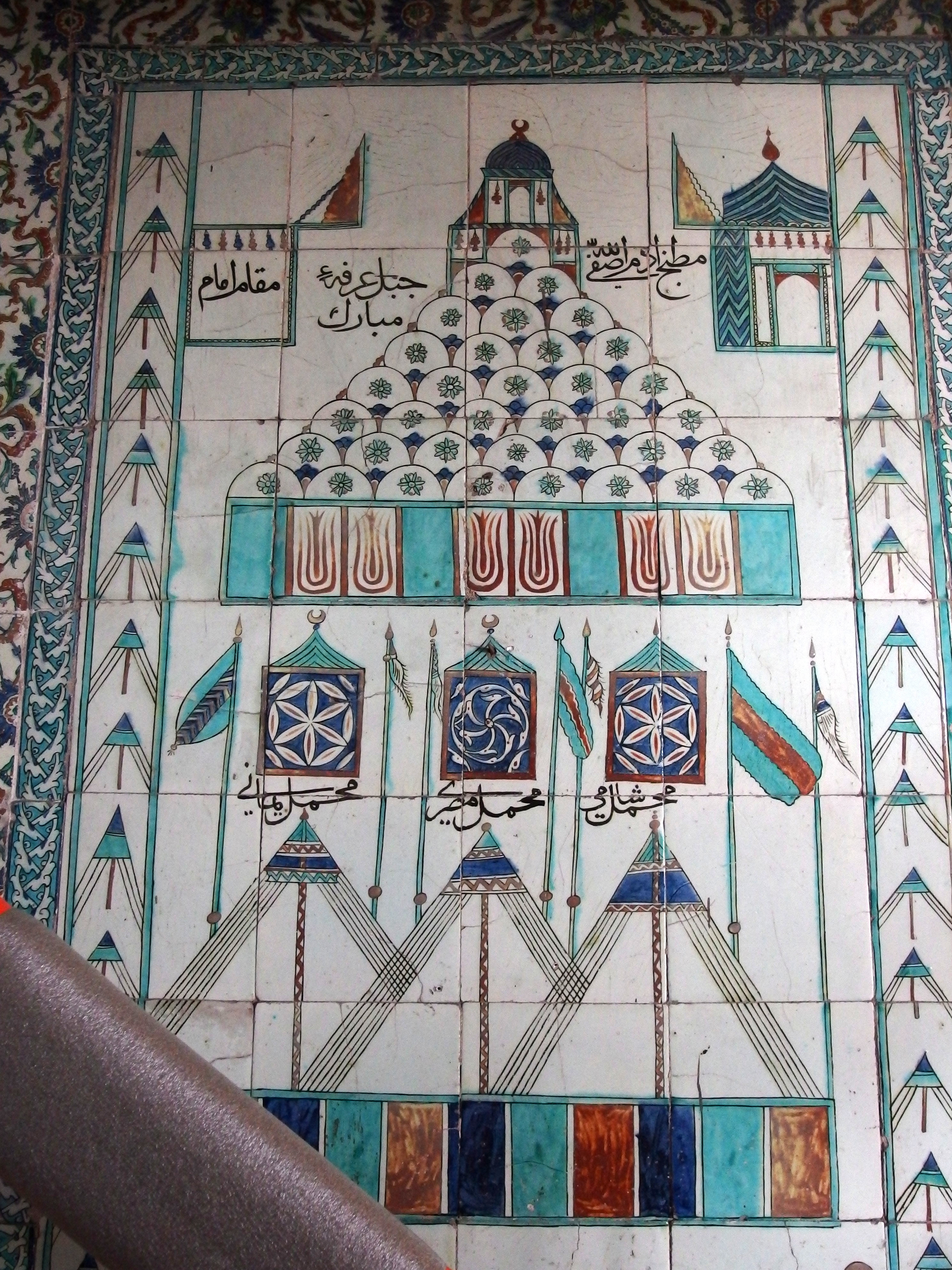
Syrischer, ägyptischer und jemenitischer Mahmal vor dem ʿArafa-Berg, Topkapı-Palast, 17. Jh.

### Mahmale aus anderen Ländern
Nach ihrer Eroberung Ägyptens und Syriens entsandten die Osmanen kurzzeitig einen eigenen rhomäischen Mahmal (maḥmal rūmī). Er wurde 1517 zusammen mit dem ägyptischen Mahmal nach Mekka gebracht und ersetzte in diesem Jahr den syrischen Mahmal. In Mekka wurden die beiden Mahmale rechts und links von Madrasat al-Aschraf Qā'itbāy abgestellt.
Um die Wende zum 20. Jahrhundert wurden auch vom Sultan von Darfur, dem Nizam von Hyderabad, und den arabischen Stammesführern der Āl Raschīd (1836–1921) und der Āl Saʿūd Mahmal-Sänften nach Mekka entsendet, bei letzteren trotz des Widerstands der Wahhabiten gegen den Brauch.

## Das Ende der Tradition
Schon während ihrer ersten Herrschaft über Mekka im frühen 19. Jahrhundert verboten die Saudis unter dem Einfluss wahhabitischer Lehren die Hineinführung des Mahmals nach Mekka. Saud I. ibn Abd al-Aziz drohte mit der Zerstörung des Mahmals für den Fall, dass Ägypter oder Syrer dieses Verbot ignorieren würden. Im Jahre 1807 ließ er tatsächlich den ägyptischen Mahmal verbrennen.
Nach der zweiten saudischen Eroberung des Hedschas wurde im Juni 1926 die ägyptische Mahmal-Karawane während des Haddsch von den wahhabitischen Ichwān mit Steinen angegriffen, woraufhin die den Mahmal begleitende Garde das Feuer auf sie eröffnete. Nach dem blutigen Zwischenfall rief die ägyptische Regierung den Mahmal vorzeitig zurück und sagte die angekündigte der mitgeführten Sadaqāt in Höhe von 50.000,- ägyptischen Pfund ab. Die ägyptische Presse verurteilte den Überfall auf die Mahmal-Karawane und diskutierte die Möglichkeit, den Haddsch wegen der „mangelnden Sicherheitslage“ im Hedschas für mehrere Jahre zu boykottieren.
Allerdings gab die von Raschīd Ridā herausgegebene Zeitschrift al-Manār den Wahhabiten insofern Recht, als sie im Oktober 1926 den Mahmal als eine Bidʿa einordnete, darauf verwies, dass er selbst durch die prunkvollen Festlichkeiten zum Gegenstand der Verehrung geworden sei, und die ägyptischen Gelehrten dafür kritisierte, dass sie zu diesen Praktiken geschwiegen hatten. Ein Mitglied des ägyptischen Senat gab eine offizielle Erklärung ab, in der er den Mahmal und seine Garde ebenfalls zur Bidʿa erklärte, die abgeschafft werden müsste. Auch wurde eine spezielle Kommission eingesetzt, die über die Angelegenheit beraten sollte.
Eine im Februar 1927 in Riad erstellte Fatwa, die von 15 Gelehrten unterzeichnet wurde, verbot nicht nur, den Mahmal in die al-Harām-Moschee zu bringen, sondern erklärte auch zur Pflicht, den Mahmal ganz von Mekka fernzuhalten, wenn dies möglich ist. Offiziell erklärte die saudische Seite gegenüber Ägypten nur, dass der Mahmal nicht im Haram ausgestellt werden dürfte, um zu verhindern, dass er selbst neben der Kaaba zum Gegenstand der Verehrung würde. Doch reichte dies aus, um das ägyptische Kabinett dazu zu bringen, am 12. Mai 1927, also kurz vor dem Wallfahrtsbeginn, zu verkünden, den Mahmal in diesem Jahr nicht zu entsenden. Außerdem wollte der saudische Herrscher bewusst den symbolischen Gehalt des Mahmals als Zeichen einer auswärtigen Oberherrschaft über die Heiligen Stätten entwerten. Er betonte damit die Emanzipation des Hedschas vom ägyptischen Fremdeinfluss und dokumentierte seinen Willen, ohne jegliche Oberhoheit einer fremden Macht über den Hedschas zu herrschen.
Auch zur Wallfahrtssaison 1928 und in den Folgejahren wurde auf eine Entsendung des Mahmals verzichtet. Erst als Folge der ägyptisch-saudischen Annäherung von 1936 und gemäß den Vereinbarungen eines Zusatzabkommen zum ägyptisch-saudischen Freundschaftsvertrag vom 7. Mai 1936 konnte der Mahmal erneut in den Hedschas geschickt werden. Allerdings durfte er nur noch bis nach Dschidda gebracht werden, wo die Begrüßungsfeierlichkeiten für ihn durchgeführt wurden und er dann für die Dauer der Wallfahrt verblieb. Der Mahmal wurde auch in Kairo weiterhin zur Feier der Pilgerreise vorgeführt. Eine erneute Einordnung des Mahmal als Bidʿa erfolgte am 20. September 1950 in der ägyptischen Zeitung al-Miṣrī. Nach dem Staatsstreich von 1952 verdammte auch der Großmufti von Ägypten offiziell die Mahmal-Zeremonien. Definitive Folgen zeitigte diese Entscheidung mit der Überführung des Mahmal-Überzugs ins Ägyptisch-Islamische Museum, „womit Ägypten unwiderruflich der Übergang von lebendiger Tradition zur musealen Attraktion vollzogen wurde“.